# Mithion ocellatus
Mithion ocellatus är en spindelart som först beskrevs av Tord Tamerlan Teodor Thorell 1899.  Mithion ocellatus ingår i släktet Mithion och familjen hoppspindlar. Inga underarter finns listade i Catalogue of Life.